# Ossezia Settentrionale-Alania
La Repubblica dell'Ossezia Settentrionale-Alania (in russo Респу́блика Се́верная Осе́тия-Ала́ния?, Respublika Severnaja Osetija-Alanija; in osseto: Цæгат Ирыстоны Аланийы Республикæ, Cægat Irystony Alanijy Respublikæ) è una repubblica della Federazione Russa situata nel Caucaso settentrionale.
La popolazione dell'Ossezia Settentrionale è prevalentemente Cristiana ortodossa con una minoranza musulmana. Le lingue parlate sono l'osseto e il russo.

## Geografia fisica

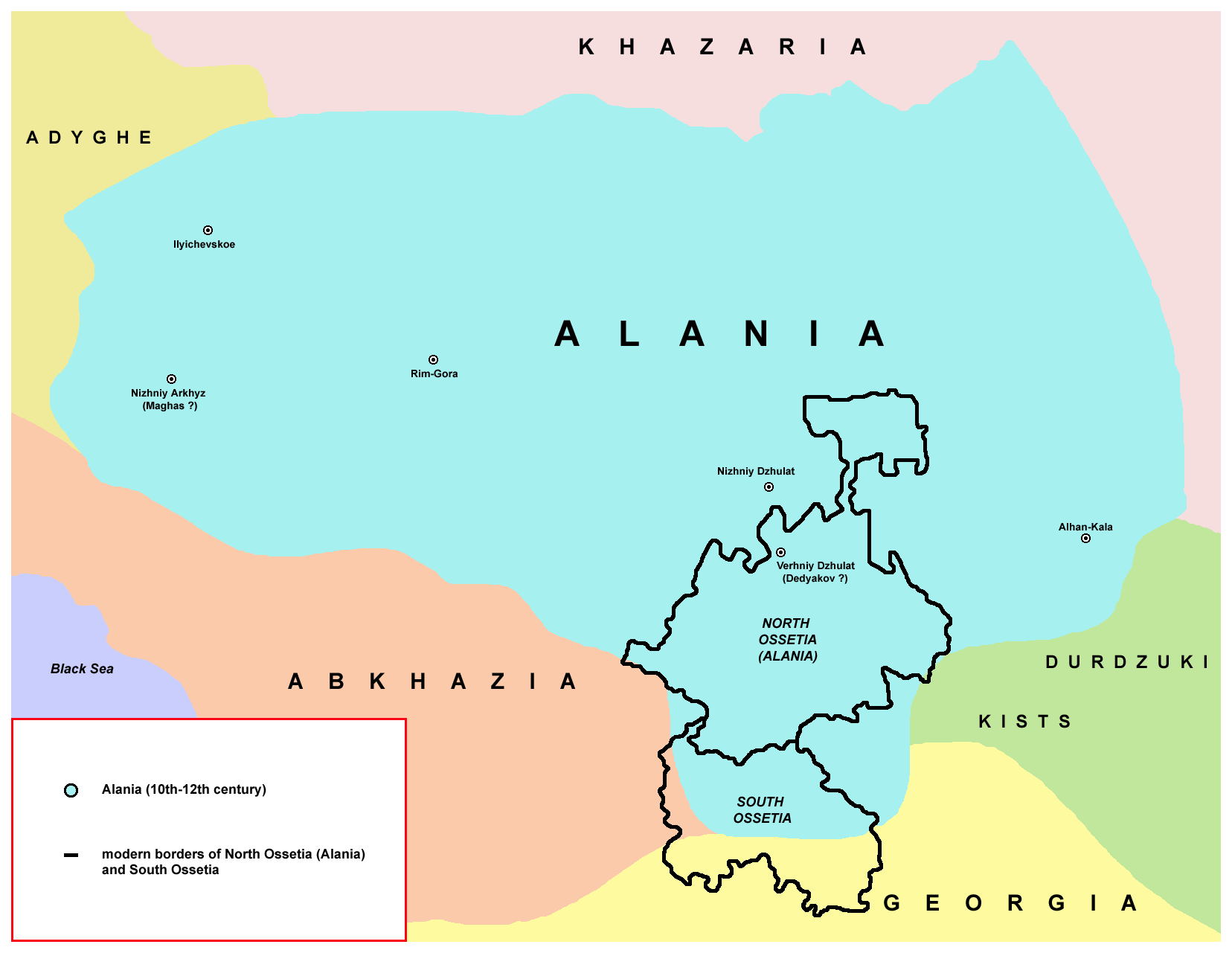
Confini della moderna Ossezia del Nord (Alania) e dell'Ossezia del Sud rispetto ai confini dell'Alania medievale (X-XII secolo) - secondo lo storico dell'Ossezia Ruslan Suleymanov Ich Bazarov.

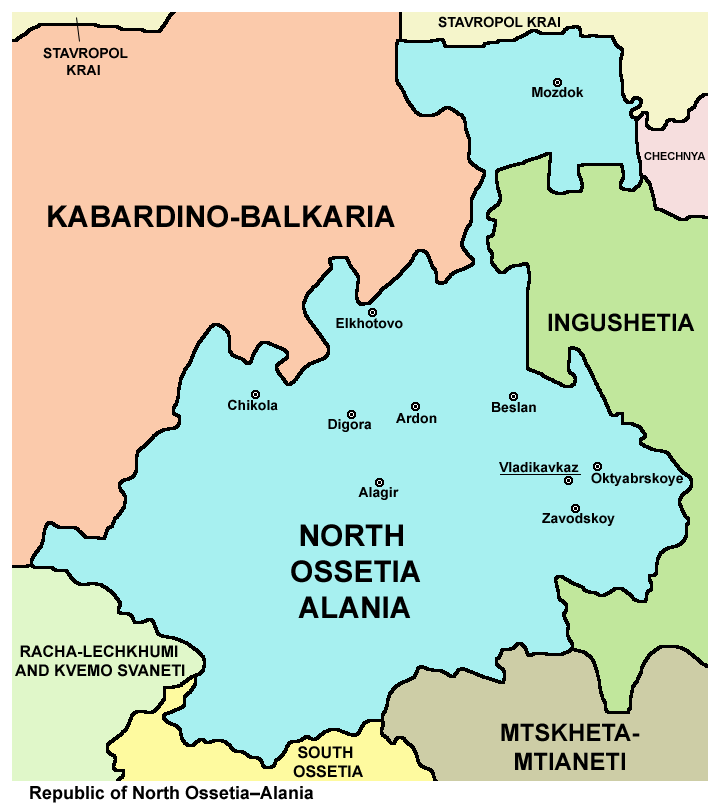
Mappa della Repubblica dell'Ossezia del Nord-Alania.

Confina a nord con il Kraj di Stavropol', a est con Cecenia e Inguscezia, a sud con la Georgia e il territorio conteso dell'Ossezia del Sud e a ovest con la Cabardino-Balcaria. L'Ossezia Settentrionale-Alania si estende nella parte centrale del versante nord del Gran Caucaso su una superficie di 8000 km², risultando così al 68º posto per estensione tra le varie entità amministrative della Federazione Russa. La parte settentrionale della Repubblica, occupata dal Mozdokskij rajon si estende su una piccola porzione della piana di Stavropol', mentre il 22% del territorio è occupato da foreste.

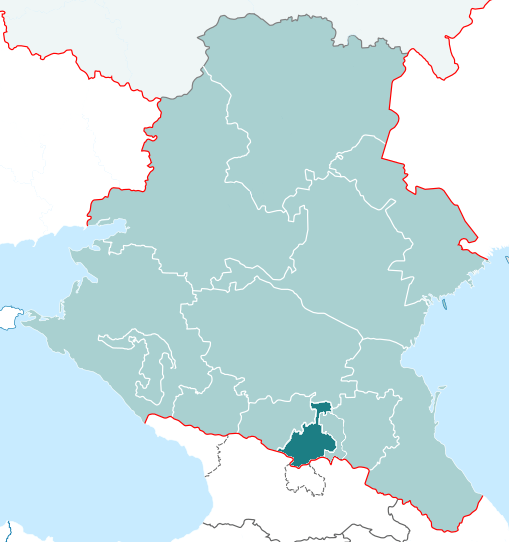
Mappa della regione meridionale della Federazione Russa, dove si estende l'Ossezia Settentrionale-Alania.

### Punti estremi
- Punto più elevato: Monte Kazbek (5033 m s.l.m.)
- Massima distanza N → S: 130 km
- Massima distanza O → E: 120 km

### Fiumi
Tutti i fiumi presenti in questo territorio fanno parte del bacino del Terek; i principali sono:
- Terek (623 km)
- Sunža (278 km)
- Uruch (104 km)
- Ardon (101 km)
- Kambileevka (99 km)
- Gizel'don (81 km)
- Fiagdon (75 km)

### Montagne
Tutte le montagne presenti sul suolo osseto fanno parte del Massiccio del Caucaso; la montagna più elevata è il Monte Kazbek (5033 m), seguito dal monte Džimara (4780 m) e dallo Uilpata (4649 m).

## Storia

### Dall'età antica al XIX secolo
Il territorio dell'Ossezia Settentrionale è abitato da migliaia di anni, grazie alla fertilità delle sue terre e per il fatto di trovarsi su un passaggio chiave delle vie commerciali che attraversano il Caucaso. Gli antenati degli attuali abitanti del paese erano una popolazione chiamata Alani, un popolo guerriero nomade di lingua Iranica. Una parte degli Alani si stabilirono nel Caucaso intorno al VII secolo d.C. Nel IX secolo, il regno di Alania era cresciuto ed era stato convertito al Cristianesimo da missionari Bizantini. Un arcivescovado fu insediato nell'Alania Occidentale sotto l'autorità del Patriarcato di Costantinopoli e numerose chiese vennero erette. L'Alania divenne un potente stato del Caucaso, traendo grossi benefici dalla presenza sul suo territorio della leggendaria Via della Seta che conduceva in Cina.
Dal Medioevo in poi, l'Alania fu assediata da nemici esterni e subì diverse invasioni. Le invasioni dei Mongoli e dei Tartari nel XIII secolo decimarono la popolazione, che era ormai nota come Osseti. L'Islam fu introdotto nel XVII secolo per mano dei Kabardiani, una popolazione caucasica musulmana. In seguito incursioni ad opera del Khanato di Crimea dominato dai Mongoli e da parte dell'Impero ottomano spinsero l'Alania/Ossezia a stringere alleanza con la Russia nel corso del XVIII secolo. L'Ossezia Settentrionale fu tra le prime aree del Caucaso Settentrionale a finire sotto la dominazione russa, a partire dal 1774, e la capitale, Vladikavkaz, fu il primo avamposto militare russo nella regione. Nel 1806 l'Ossezia era completamente sotto il controllo russo.

### La dominazione russa
La venuta dei Russi portò a un rapido sviluppo della regione, con la fondazione di industrie e la costruzione di collegamenti stradali e ferroviari per superare l'isolamento del territorio. La strada militare georgiana, ancora oggi un collegamento chiave attraverso le montagne, fu costruita nel 1799 e una linea ferroviaria venne poi costruita tra Vladikavkaz e Rostov sul Don in Russia. La cultura tradizionale osseta conobbe inevitabilmente un processo di "russificazione", ma al tempo stesso i nuovi legami con la Russia e l'occidente diedero un contributo al fiorire della cultura locale; i primi libri in osseto vennero stampati verso la fine del XVIII secolo. L'Ossezia diventò parte della regione russa della Terskaya a metà del XIX secolo.
Dopo la rivoluzione russa del 1917, l'Ossezia Settentrionale entrò a far parte, nel 1921, dell'effimera Repubblica Sovietica delle Montagne. Nel luglio 1924 diventò la Regione Autonoma dell'Ossezia Settentrionale e poi fu trasformata nella Autonoma Repubblica Socialista Sovietica dell'Ossezia Settentrionale (ASSR), all'interno della Repubblica Federale Socialista Sovietica della Russia, nel dicembre 1936. Durante la Seconda guerra mondiale, l'Ossezia Settentrionale fu toccata dall'onda lunga dell'invasione russa da parte della Germania nazista; i Tedeschi cercarono di prendere Vladikavkaz nel novembre 1942 ma furono respinti. La parte del Distretto di Prigorodnyj situata sulla riva destra del fiume Terek era parte dell'Inguscezia, ma è stata assegnata all'Ossezia nel 1944 a seguito delle deportazioni degli Ingusci in Asia centrale volute da Stalin. Benché fosse stato loro permesso di tornare sulla loro terra, il territorio non è mai stato restituito all'Inguscezia, causando notevole tensione nell'area.

### La fine dell'URSS e l'indipendenza
Una legge approvata nel 1982 di fatto proibisce agli ingusci di ottenere permessi di residenza nella repubblica. Il massiccio arrivo di profughi osseti dal sud nei primi anni novanta ed i conseguenti scontri tra i due gruppi ha spinto molti ingusci a tornare in Inguscezia. Con la dissoluzione dell'Unione Sovietica l'Ossezia Settentrionale diventò la prima repubblica autonoma della RSFSR a dichiarare l'indipendenza, il 20 giugno 1990 (sebbene faccia ancora stabilmente parte della Federazione Russa). La fine dell'URSS ha creato problemi agli osseti, che si sono ritrovati divisi tra l'Ossezia del Nord, che fa parte della Federazione Russa, e l'Ossezia del Sud, che fa parte della Repubblica di Georgia. Dopo aver conseguito l'indipendenza, nel 1991, la Georgia ha abolito l'enclave autonoma osseta provocando la migrazione di buona parte della popolazione verso l'Ossezia del Nord. Circa 100 000 profughi osseti del sud sono stati reinseriti nell'Ossezia del Nord, diventando motivo di occasionali conflitti con la popolazione prevalentemente inguscia del Distretto di Prigorodnyj.

### Lo scontro con l'Ossezia del sud
Oltre agli effetti degli scontri in Ossezia del Sud, l'Ossezia del Nord deve anche preoccuparsi dell'estendersi dei combattimenti dalla vicina Cecenia. Il più cruento avvenimento finora registrato è quello del sequestro della Scuola Numero Uno (SNO) avvenuto nel settembre 2004 nella città di Beslan: centinaia di persone, tra cui 186 bambini, sono morte quando un commando di terroristi musulmani ceceni ha preso in ostaggio un'intera scuola.
Lo stato dell'Ossezia del Sud non nega l'ipotesi di costituire uno stato unitario (Ossezia) con l'Ossezia del Nord, tuttavia questa non ha mai espresso il desiderio di distaccarsi dal governo centrale russo per rendersi indipendente; pertanto, nel caso in cui accettasse la proposta, l'Ossezia del Sud sarebbe costretta a rinunciare alla sua indipendenza per chiedere l'adesione alla Federazione Russa.

## Società

### Evoluzione demografica
Popolazione: 710 000, di cui 415 000 osseti e 200 000 russi.

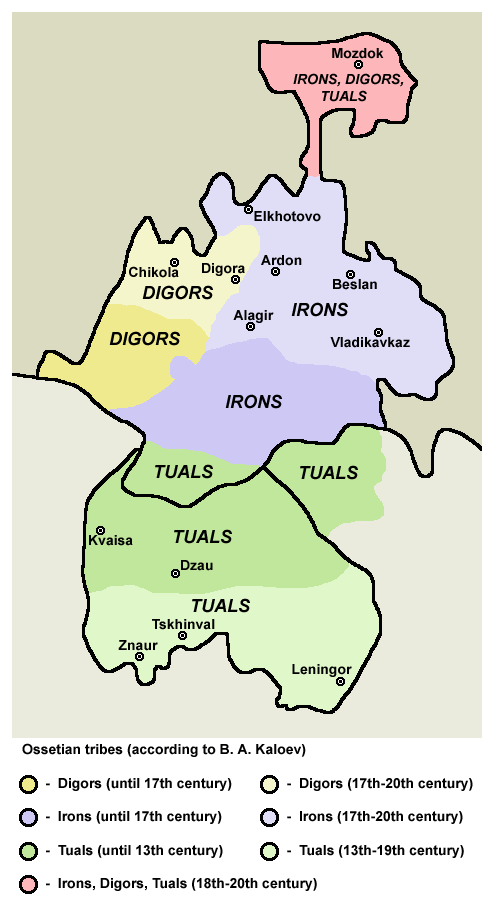
Tribù ossete (secondo B. A. Kaloev)

Era anche presente una consistente comunità inguscina, ma con la dissoluzione dell'Unione Sovietica e l'esplosione dei conflitti interetnici nella regione la maggior parte di essa ha abbandonato il paese.

## Geografia antropica

### Suddivisioni amministrative

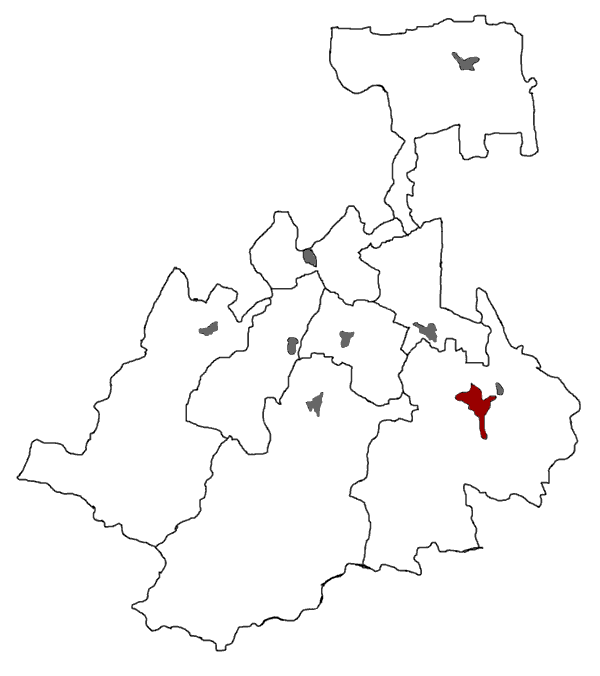
Cartina degli 8 distretti dell'Ossezia Settentrionale-Alania, con evidenziata in rosso la posizione della capitale Vladikavkaz.

La suddivisione amministrativa della Repubblica dell'Ossezia settentrionale-Alania è costituita da 8 rajon (distretti) e da una città posta sotto la giurisdizione della Repubblica: si tratta della capitale, Vladikavkaz (Владикавказ). Questa si suddivide a sua volta in 4 municipal'nyj rajon:
- Iristonskij (Иристонский), comprendente un insediamento rurale;
- Promyšlennyj (Промышленный), comprendente l'insediamento urbano di Zavodskoj (Заводской);
- Severo-Zapadnyj (Северо-Западный);
- Zaterečnyj (Затеречный), comprendente un insediamento rurale.

#### Rajon
L'Ossezia settentrionale è divisa in 8 rajon.
| Distretto                     | Capoluogo                  | N° selsovet |
| ----------------------------- | -------------------------- | ----------- |
| Alagirskij (Алагирский)       | Alagir (Алагир)            | 20          |
| Ardonskij (Ардонский)         | Ardon (Ардон)              | 8           |
| Digorskij (Дигорский)         | Digora (Дигора)            | 5           |
| Irafskij (Ирафский)           | Čikola (Чикола)            | 14          |
| Kirovskij (Кировский)         | Ėl'chotovo (Эльхотово)     | 20          |
| Mozdokskij (Моздокский)       | Mozdok (Моздок)            | 17          |
| Pravoberežnyj (Правобережный) | Beslan (Беслан)            | 10          |
| Prigorodnyj (Пригородный)     | Oktjabr'skoe (Октябрьское) | 19          |

#### Città
Nel territorio della Repubblica dell'Ossezia settentrionale sono presenti 6 centri con status di città, di cui una (la capitale Vladikavkaz) posta sotto la diretta giurisdizione della Repubblica e non appartenente a nessun rajon:
- Alagir
- Ardon
- Digora
- Mozdok
- Beslan
- Vladikavkaz

#### Insediamenti di tipo urbano
L'unico centro della repubblica con status di insediamento di tipo urbano è il centro di Zavodskoj, appartenente al distretto urbano della capitale Vladikavkaz.

## Economia
Nonostante la precarietà derivante dalla larga presenza di rifugiati, l'Ossezia settentrionale è la repubblica più prospera del Caucaso del Nord. L'urbanizzazione e lo sviluppo industriale sono i più alti rilevabili nell'area, con la presenza di industrie metallurgiche (piombo, zinco, tungsteno, ecc.), elettroniche, chimiche, e alimentari.
Le riserve naturali comprendono minerali, legname da costruzione, energia idroelettrica, e riserve di gas e petrolio non intaccate. L'attività agricola è per lo più caratterizzata da allevamenti, in particolare capre e pecore, dalla coltivazione di granaglie, frutta e cotone.